# Cartonnette
Cartonnette est un terme français utilisé notamment pour désigner un cardback : partie en carton d'un blister.
Ce terme est employé au dos des tout premiers blisters Meccano Star Wars.